# Dasytricha kabanii
Dasytricha kabanii is een trilhaardiertje uit het geslacht Dasytricha, dat aangetroffen is in de voormaag van Egyptische kamelen. De soort onderscheidt zich van D. ruminantium doordat het iets groter is en het achterste 1/5 deel van het lichaam niet is bedekt met cilia (trilharen). Waar het lichaam wel bedekt is met cilia lopen de cilia in een spiraalvorm ten opzichte van de lengte as.